# Riaño (vallée de Valdebezana)
 (signalé en août 2025).
Si vous disposez d'ouvrages ou d'articles de référence ou si vous connaissez des sites web de qualité traitant du thème abordé ici, merci de compléter l'article en donnant les références utiles à sa vérifiabilité et en les liant à la section « Notes et références ».
- Archive Wikiwix
- Bing
- Cairn
- DuckDuckGo
- E. Universalis
- Gallica
- Google
- G. Books
- G. News
- G. Scholar
- Persée
- Qwant
- (zh) Baidu
- (ru) Yandex
- (wd) trouver des œuvres sur Wikidata

 (juillet 2024).
Pour les articles homonymes, voir Riaño.
Riaño est une entité locale mineure située dans la province de Burgos, communauté autonome de Castille-et-Léon (Espagne), région des  Merindades, circonscription judiciaire de Villarcayo, commune de Vallée de Valdebezana.

## Histoire
Localité située au nord-ouest de la commune de Vallée de Valdebezana, dont elle est distante de 2,5 km. Dans le Recensement de Floridablanca de 1787 elle figure comme dans la Vallée de Valdebezana mais faisant partie de Laredo, qui elle-même était un des quatorze circonscriptions de la Intendencia de Burgos entre 1785 et 1833. A la fin de l'Ancien Régime elle fut incorporée à la commune de Vallée de Valdebezana, dans Sedano.  

## Paroisse
Église catholique de San Salvador, dépendante de la paroisse de Soncillo de Arcipestrazgo de Merindades de Castille la Vieille, diócesis de Burgos.[réf. nécessaire]